# Hermann Rudolph (Theosoph)

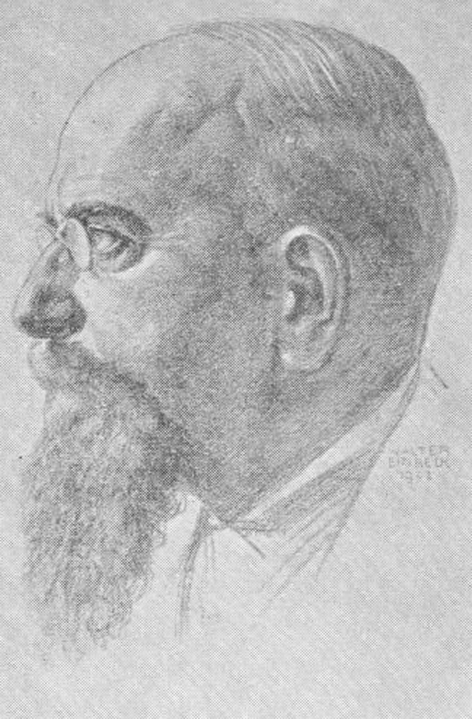
Hermann Rudolph

Hermann Rudolph (* 8. Mai 1865 in Eibau, Sachsen; † 29. Juli 1946 in Coburg, Bayern) war ein deutscher Lehrer und Theosoph.

## Leben und Werk
Die Eltern von Hermann Rudolph waren Weber. Er besuchte Schulen in Obercunnersdorf, Eibau und Riesa, wohin die Familie 1876 übersiedelte. Von 1879 bis 1885 absolvierte er eine Ausbildung am Lehrerseminar in Oschatz, danach wirkte er bis 1924 als Lehrer in Reudnitz. 
1888 heiratete er Marie Jeremias († 1948), aus der Ehe ging eine Tochter hervor.
Durch die Zeitschrift Sphinx kam Rudolph 1887 erstmals mit der Theosophie in Kontakt, mit der er sich nun bis an sein Lebensende beschäftigte. Wann genau er einer Theosophischen Gesellschaft beitrat ist unklar. 1898 übernahm Rudolph von Franz Hartmann den Vorsitz der Internationalen Theosophischen Verbrüderung (I.T.V.) in Leipzig. Dieser Organisation stand er bis zu ihrer Auflösung 1937 durch die Gestapo vor. Unter seiner Leitung war die I.T.V. die größte theosophische Gruppierung in Deutschland mit 40 Logen und 2141 Mitgliedern im Jahr 1925 und 50 Logen im Jahr 1931.

## Schriften
- Der alte und der neue Gott, 8 Reden über Religion. Drei Eichen, München 1971, ISBN 3-7699-0210-6.
- Die Seelenlosen, ihre Natur und ihr Schicksal. Schatzkammer, Buenos Aires 1961.
- Meditationen. Ein theosophisches Andachtsbuch nebst Anleitung zur Meditation. Schatzkammer, Buenos Aires 1960.